# Марчук, Доминик
До́миник Марчу́к (пол. Dominik Marczuk; 1 ноября 2003, Мендзыжец-Подляски) — польский футболист, защитник клуба «Реал Солт-Лейк» и сборной Польши.

## Клубная карьера
Доминик Марчук является воспитанником футбольной академии клуба «Гурник» (Ленчна), куда он попал в 2017 году. Свою взрослую карьеру футболист начал в клубе Третьей лиги «Подлеся», где он провел два года.
В 2020 году футболист присоединился к клубу Второй лиги «Сталь» из города Жешув, где в сезоне 2021/22 выиграл с командой турнир Второй лиги и повысился в Первую лигу. Летом 2023 года Марчук подписал контракт на три года с клубом Экстракласы «Ягеллония». В первом туре нового сезона против действующего чемпиона «Ракува» Доминик дебютировал в высшем дивизионе польского чемпионата.
14 августа 2024 года Марчук перешёл в клуб MLS «Реал Солт-Лейк», подписав контракт до конца сезона 2028. В американской лиге дебютировал 31 августа в матче против «Нью-Инглэнд Революшн», выйдя на замену во втором тайме вместо Лаклана Брука.

## Карьера в сборной
С 2021 года Доминик Марчук выступал за юношеские сборные Польши.
12 октября 2023 года футболист дебютировал в составе молодёжной сборной Польши в матче против Словакии.

## Достижения

### Командные
«Сталь» (Жешув)
- Чемпион Второй лиги: 2021/22

«Ягеллония»
- Чемпион Экстракласы: 2023/24

### Личные
- Лучший молодой игрок сезона Экстракласы: 2023/24[10]
- Игрок месяца Экстракласы: март 2024[11]
- Молодой игрок месяца Экстракласы: октябрь 2023[12], март 2024[13]
- Член символической сборной Экстракласы по версии Польского союза футболистов: 2023/24[14]
- Лучший молодой игрок сезона Экстракласы по версии Польского союза футболистов: 2023/24[14]
- Открытие сезона Экстракласы по версии Польского союза футболистов: 2023/24[14]